# Vereinigte Volksbank Limburg
Die Vereinigte Volksbank eG Limburg  war eine deutsche Genossenschaftsbank mit Sitz in Limburg an der Lahn.

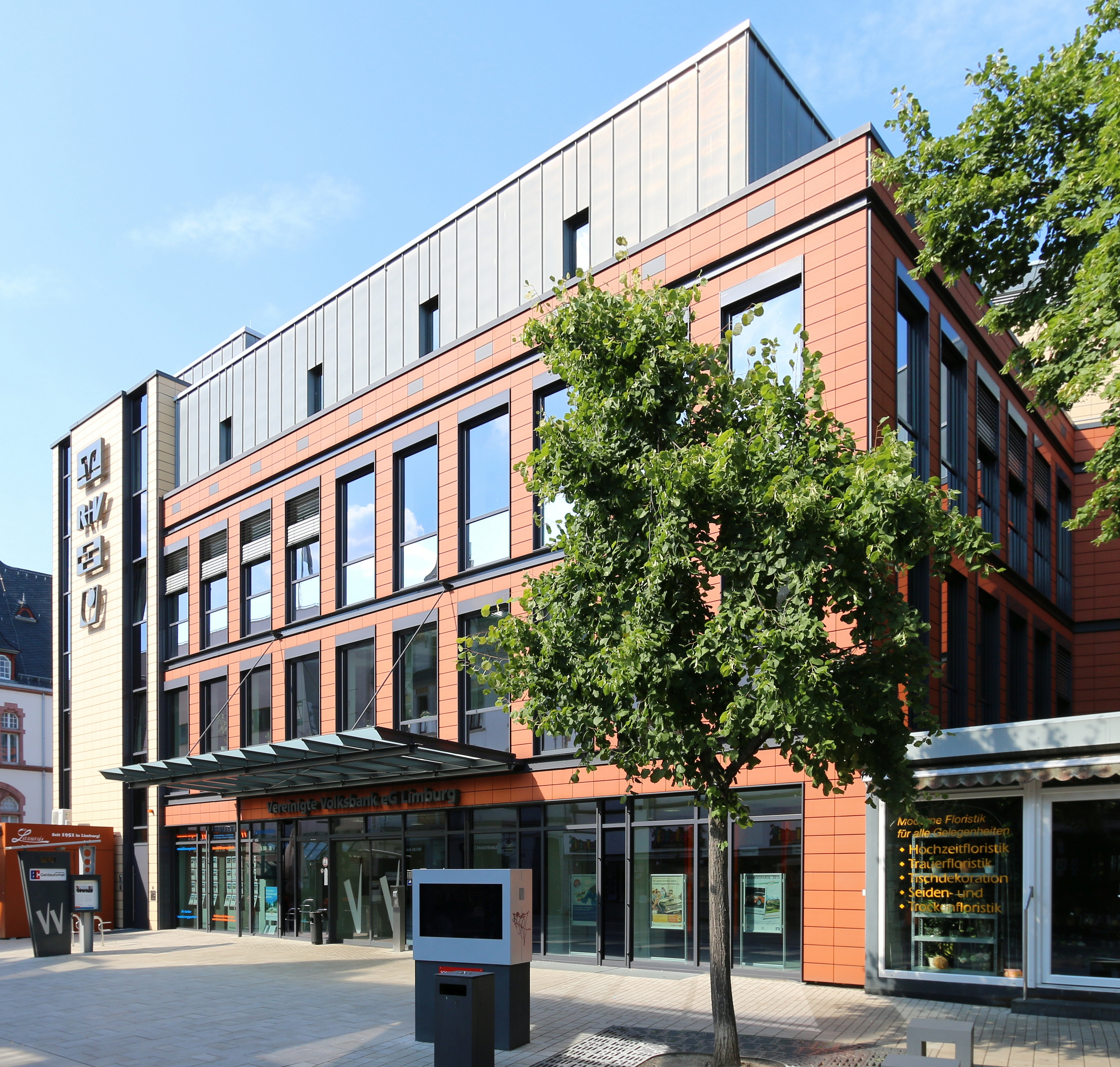
Hauptsitz der Volksbank in Limburg

## Geschichte
Am 1. Dezember 1860 wurde in Limburg der „Vorschuss-Verein zu Limburg“ gegründet, aus dem die heutige „Vereinigte Volksbank eG Limburg“ hervorgegangen ist. 1883 nahm ein vom Mittelrheinischen Verband bestellter Revisor seine Arbeit auf. Diese Pflichtprüfung von Erwerbs- und Wirtschaftsgenossenschaften wurde fortan im Zweijahres-Rhythmus durchgeführt.
1900 stieg das Guthaben der mittlerweile über 900 Mitglieder (Genossenschaftsanteile) auf rund 250.000 Goldmark an. Die bewilligten Vorschüsse und Kredite verzeichneten ein 50-prozentiges Wachstum gegenüber dem Vorjahr auf über 19,9 Mio. Goldmark.
Nach einer weiterhin positiven wirtschaftlichen Entwicklung zählte die Bank zu ihrem 50. Jubiläum im Jahr 1910 über 1300 Mitglieder. Zu diesem Zeitpunkt hatten diese rund 450.000 Goldmark in Genossenschaftsanteilen gezeichnet. Ab dem 6. Mai 1920, nach dem Beschluss der Generalversammlung mit ihrem Vorsitzenden Jakob Laux (seit 1918), nannte sich der Vorschuss-Verein „Limburger Bank eGmbH“. Zu diesem Zeitpunkt zählte die Bank 1400 Mitglieder. Die folgende Weltwirtschaftskrise überstand die Limburger Bank ohne staatliche Hilfen.
Unter der Herrschaft der Nationalsozialisten konnte die Bank ihre Umsätze 1936 zwar um 15 Prozent steigern, lag aber unterhalb der für das Reichsgebiet festgestellten Wachstumsrate. Der Vorstand führte dies auf die in ihrem Geschäftsbereich fehlenden „mit der Wehrhaftmachung des Volkes verbundenen“ Aufträge und Finanzierungen zurück. Durch den Zwang zum Kauf von Wertpapieren hatte die Bank Ende 1940 etwa 50 % der Bilanzsumme in solchen angelegt. 1941 gelang es nochmals, für rund 10.000 Reichsmark die Geschäftsräume zu renovieren.
Nach dem Zweiten Weltkrieg konnte sich die Limburger Bank, bedingt durch den Wirtschaftsaufschwung, rasch vergrößern. Zum Zeitpunkt der Währungsreform am 20. Juni 1948 betrug die Bilanzsumme 9,5 Mio. Reichsmark. Zum damaligen Umstellungs-Kurs von 10:1 waren dies 950.000 DM. Bereits 1953 überschritt die Bilanzsumme 2,59 Mio. DM.
1955 wird das Bankgebäude an der Schiede erweitert. Am 30. Mai 1959 eröffnete die Bank ihre erste Filiale in Eschhofen. Am 1. Dezember 1960 feierte die Limburger Bank ihr 100-jähriges Bestehen. Ehrengast war Hubert Hugo Hilf, der Enkel des Bankgründers Hubert Arnold Hilf. Als erstes Kreditinstitut am Platze führte die Bank 1964 die Datenverarbeitung mit Lochkarten ein. Der geplante Neubau auf dem 1965 erworbenen Nachbargrundstück des Gewerkschaftshauses kommt wegen Verzögerungen nicht zustande. Stattdessen wurde für den Neubau das heutige Grundstück neben dem Rathaus in der Werner-Senger-Straße erworben.
Nach der Filiale in Eschhofen folgen 1964 Hadamar, 1966 Niederselters, 1968 Oberbrechen und Ellar, Limburg in der Diezer Straße sowie die Filiale in der Brückenvorstadt. Im selben Jahr wird die Scheckkarte für bargeldlose Zahlungen eingeführt und es fusionieren mit der Limburger Volksbank die Volksbank Kirberg und die Elzer Volksbank mit ihrer Staffeler Zweigstelle 1969. Die Bilanzsumme überschreitet 1969 die 50-Millionen-Marke, zwei Jahre später bereits die 100-Millionen-Marke.
Nach dreijähriger Planungs- und Bauzeit wurde der Neubau der Hauptgeschäftsstelle am 22. Mai 1970 feierlich eingeweiht. Das Zweigstellennetz wird mit Blumenrod (1971), Linter und Dehrn (1972) sowie Offheim und Lahr (1973) weiter vergrößert. 1973 beschloss die Generalversammlung die Umbenennung in „Limburger Volksbank eG“. Die in Limburg und Elz niedergelassenen Zweigstellen der Selmi-Bank AG Frankfurt werden 1974 von der Limburger Volksbank übernommen.
Aus Anlass ihres 125-jährigen Bestehens stiftete die Limburger Volksbank im Jahr 1985 ein Denkmal, das neben ihrer Hauptgeschäftsstelle zum Gedenken an Werner Senger und sein Vermächtnis errichtet wurde.
2001 fusionierte die Limburger Volksbank eG mit der Volksbank Goldner Grund aus Bad Camberg. Der neue Name war nun Vereinigte Volksbank Limburg eG.
Im August 2016 fusionierte die VVB mit der Volksbank Rhein-Lahn in Diez zur Volksbank Rhein-Lahn-Limburg mit Sitz in Diez.